# دالان حاجی ملک
دالان حاجی ملک مربوط به دوره زند است و در ساوه، غرب وسط بازار بزرگ واقع شده و این اثر در تاریخ ۱۴ مهر ۱۳۵۴ با شمارهٔ ثبت ۱۱۸۰ به‌عنوان یکی از آثار ملی ایران به ثبت رسیده‌است.